# Naoemon Shimizu
Naoemon Shimizu (en japonès: 清水直右衛門, Shimizu Naoemon; ? – 6 d'agost de 1945) va ser un futbolista japonès que va disputar dos partits amb la selecció japonesa.